# Mistrovství Evropy v judu 1968
XVIII. Mistrovství Evropy se konalo v Lausanne, Švýcarsko v 16.-19. května 1968.

## Výsledky
| Kategorie | Zlato                         | Stříbro                     | Bronz               | Bronz               |
| --------- | ----------------------------- | --------------------------- | ------------------- | ------------------- |
| -63 kg    | Anzor Martkoplišvili (URS)GEO | Sergej Suslin (URS)RUS      | Serge Feist (FRA)   | Denis Pylypiw (FRA) |
| -70 kg    | Roin Magaltadze (URS)GEO      | Džemal Natelašvili (URS)GEO | Czesław Kur (POL)   | William Wood (GBR)  |
| -80 kg    | Wolfgang Hofmann (FRG)        | Patrick Clément (FRA)       | Horst Leupold (GDR) | Ferdi Miebach (FRG) |
| -93 kg    | Peter Herrmann (FRG)          | Helmut Howiller (GDR)       | Ernst Eugster (NED) | Paul Barth (FRG)    |
| +93 kg    | Klaus Glahn (FRG)             | Anzor Kiknadze (URS)GEO     | Alfred Meier (FRG)  | Erich Butka (AUT)   |